# Reel Big Fish
Reel Big Fish — ска-панк коллектив из Калифорнии, наиболее известный благодаря своему хиту «Sell Out». Широкую известность группа получила в середине-конце девяностых, во время популярности 3rd Wave Ska после выпуска альбома «Turn The Radio Off». Один из основателей Аарон Барретт находится в составе с 1992 года, музыканты Дэн Реган и Аарон Барретт играют в группе уже более 14 лет.

## История

### Ранний успех (1992—1999)
Дебютный альбом группы «Everything Sucks» был довольно успешным, что позволило музыкантам заключить контракт с лейблом Mojo Records. Альбом «Turn The Radio Off» был предназначен для ценителей ска-панка. После его выпуска Reel Big Fish начали гастролировать по США. Настоящую известность группа приобрела после выпуска сингла «Sell Out», их треки стали крутить по известным каналам и радиостанциям а альбом вошёл в чарты. Однако возрождённый стиль ска был популярен недолгое время и следующий альбом «Why Do Whey Rock So Hard?», вышедший в 1998 году, не снискал популярности. В том же 1998-м группа появилась в фильме БЕЙСкетбол. Также в саундтрек к фильму вошла композиция Reel Big Fish — кавер-версия на песню группы A-Ha «Take On Me». «Why Do They Rock So Hard?» стал последним альбомом для трёх участников группы: тромбонист Грант Барри и трубач Трэвис Вертс были уволены. Барабанщик Эндрю Гонсалес покинул группу чтобы проводить больше времени с семьей. В течение следующих шести лет в составе Reel Big Fish постоянно сменялись барабанщики и трубачи.

### Мэйджор лейбл (2000—2005)
В 2002 году группа вновь попала в чарты, частично благодаря синглу «Where Have You Been?», который записывался без духовой секции. Бывший барабанщик Suburban Rhytm Карлос де ла Гарца и бывший трубач группы Spring Heeled Jack U.S.A. Тайлер Джонс, который записал с Reel Big Fish две песни с альбома «Cheer Up!» были приняты в группу. Последний концерт де ла Гарцы в составе Reel Big Fish состоялся 20 июня 2003г в г. Анахайм. Позже этот концерт был издан на DVD под названием «Show Must Go Off!». Джонс появлялся в клипах на треки «Where Have You Been?» и «Monkey Man» и продолжал выступать с группой до начала 2005 года, когда он был уволен за своё чрезмерное пристрастие к алкоголю. Его заменил трубач Джон Кристиансон, который играл с Барреттом в группе The Forces Of Evil.
5 апреля 2005 года Reel Big Fish выпустили свой 4 альбом на студии Mojo — «We’re Not Happy ‘Til You’re Not Happy». Джастин Феррейра (который заменил де ла Гарцу) играл на барабанах во время записи в студии, но покинул группу ещё до релиза альбома чтобы присоединиться к коллективу Takota. В описании альбома Феррейра назван в списке приглашенных музыкантов. Место Феррейры занял Райланд Стин.
Аарон Барретт упомянул, что «We’re Not Happy ‘Til You’re Not Happy» — третий альбом в трилогии, которая началась альбомом «Turn The Radio Off». По его словам, первый альбом был о том что такое быть группой и как раскрутиться. «Why Do They Rock So hard?» говорил о том что «ну вот, мы рок-звезды, мы сделали это», «Cheer Up!» вышел просто потому что должен был выйти, а «We’re Not Happy ‘Til You’re Not Happy» — альбом о том что значит быть старым и крутым.
Во время тура в начале 2006 года Jive Records расторгла контракт с Reel Big Fish. Группа организовала свой собственный лейбл и выпустила на нём трёхдисковое живое выступление «Our Live Album Is Better Than Your Live Album». Это издание стало доступным 18 июля 2006 года для скачивания в сети Интернет а распространялось через розничные сети с 22 августа. Jive Records позже выпустила сборник лучших песен Reel Big Fish «Greatest Hits… And More» поскольку обладала правами на все старые песни музыкантов. Группа этот диск не признала, никаких денег за него не получила и отрицательно отзывалась о нём.

### Самостоятельная работа (2006-настоящее время)
20 февраля 2007 года группа выпустила совместный мини-альбом с коллективом Zolof The Rock&Roll Destroyer. Он состоял из 6 кавер-версий (по три от каждого исполнителя), также вокалисты обеих групп участвовали в записи песен друг друга.
Reel Big Fish выпустили свой первый студий альбом после разрыва с Jive Records «Monkey For Nothin’ and the Chimps For Free» 10 июля 2007 года на студии звукозаписи Rock Ridge Music. 26 июня, незадолго до релиза, группа объявила на своей странице в сети MySpace что группу покидает Мэтт Вонг чтобы проводить больше времени со своей женой и новорождённым ребёнком. Его заменил Дэрек Гиббс который играл на басу в групп Jeffries Fun Club и сайд-проекте Барретта The Forces Of Evil. Так как Мэтт Вонг был довольно популярен в среде фанатов, многие восприняли приход нового басиста скептически, но группа заявила что Мэтт Вонг поддерживает нового музыканта, и фанам беспокоиться не о чем. Гиббс заменял Вонга в различных турах уже с начала 2002 года, поэтому был в известной мере знаком публике.
19 декабря 2007 года группа объявила о предстоящем начале тура под названием «Warped Tour 2008».
Reel Big Fish презентовали свой новый студийный альбом 20 января 2009 года. Название альбома, состоявшего из 10 песен — «Fame, Fortune and Fornication». Ещё один альбом был запланирован на конец 2009 года. Также группа записала живой DVD в Анахейме 4 января 2009 года, который был выпущен 21 июля 2009 года под названием «Reel Big Fish Live! In Concert».
11 января 2011 года группа объявила, что Скотт Клопфенстейн покидает группу, чтобы сосредоточиться на семье. Мэтт Эплтон из Goldfinger заменил Скотта в летнем туре группы, и с тех пор он был объявлен в качестве постоянного участника.
В марте 2012 года, Reel Big Fish объявили на Facebook о том, что они приступили к записи нового альбома. Альбом назвали Candy Coated Fury, хотя группа также рассмотрела название Honk If You’re Horny. Этот альбом должен выйти 31 июля 2012 года.
В феврале 2014 года стало известно, что после почти 20 лет сотрудничества, группу покидает тромбонист Дэн Реган. В ближайшем туре группы, его заменит Билли Коттэдж.

## Другие проекты участников группы
- Скотт Клопфенстейн и Дэн Реган являются участниками ска-группы Littlest Man Band. Группа распалась в 2005 году.
- Аарон Барретт, Дерек Гиббс, Джон Кристиансон, бывшие участники Jeffries Fan Club и другие музыканты Оранжевого Графства играют в ска-группы The Forces of Evil. Группа распалась в 2005 году.
- Прежде, чем они стали участниками Reel Big Fish, Аарон Барретт, Скотт Клопфенстейн, и Грант Барри играли в группе под названием The Scholars.
- Скотт Клопфенстейн был также участником ска-группы Nuckle Brothers.
- Дэн Реган играет в техно проекте под названием Black Casper.

## Состав группы

### Участники
- Аарон Барретт (англ. Aaron Barrett) — гитара, вокал (1992-настоящее время)
- Дэн Реган (англ. Dan Regan) — тромбон, бэк-вокал (1994-настоящее время)
- Джон Кристиансон (англ. John Christianson) — труба, бэк-вокал (2004-настоящее время)
- Райланд Стин (англ. Ryland Steen) — барабаны (2005-настоящее время)
- Дерек Гиббс (англ. Derek Gibbs) — бас-гитара, бэк-вокал (2007-настоящее время)
- Мэтт Эплтон (англ. Matt Appleton) — саксофон, бэк-вокал (2011-настоящее время)

### Бывшие участники
- Бен Гусман (англ. Ben Guzman) — вокал (1992—1994)
- Зак Гиллтрэп (англ. Zach Gilltrap) — клавишные (1992—1994)
- Лиза Смит (англ. Lisa Smith) — гитара (1992—1994)
- Эрик Висмэнтес (англ. Eric Vismantes) — труба (1994)
- Стефан Рид (англ. Stephan Reed) — саксофон (1994)
- Роберт Квимби (англ. Robert Quimby) — тромбон (1994—1995)
- Адам Полакофф (англ. Adam Polakoff) — саксофон (1994—1995)
- Грант Барри (англ. Grant Barry) — тромбон (1995—1998)
- Эндрю Гонсалес (англ. Andrew Gonzales) — барабаны (1992—1998)
- Тэвис Ветс (англ. Tavis Werts) — труба (1994—2001)
- Карлос де ла Гарса (англ. Carlos de la Garza) — барабаны (1999—2003)
- Тайлер Джонс (англ. Tyler Jones) — труба (2001—2004)
- Джастин Феррейра (англ. Justin Ferreira) — барабаны (2003—2005)
- Мэтт Вонг (англ. Matt Wong) — бас, бэк-вокал (1992—2007)
- Скотт Клопфенстейн (англ. Scott Klopfenstein) — труба, гитара, клавишные, вокал (1995—2011)

## Дискография

### Студийные альбомы
- Everything Sucks — (1995)
- Turn The radio Off — (1996)
- Why Do They Rock So Hard? — (1998)
- Cheer Up! — (2002)
- We’re Not Happy ‘Til You’re Not Happy — (2005)
- Monkeys For Nothin’ and the Chimps For Free — (2007)
- Fame, Fortune and Fornication — (2009)
- Candy Coated Fury — (2012)

### Концертные альбомы
- Our Live Album Is Better Than Your Live Album — (2006)

### Сборники
- Viva La Internet/Blank CD — (2000)
- Favorite Noise — (2002)
- Greatest Hit…And More — (2006)
- A Best of Us for the Rest of Us — (2010)

### Мини-альбомы
- Keep Your Receipt EP — (1997)
- Sold Out EP — (2002)
- Duet All Night Long (split EP) — (2007)

### Демо
- In The Good Old Days… — (1992)
- Return of the Mullet (REEL BIG FISH) — (1994)
- Buy This! — (1994)